# Fazil Mustafa-paša Ćuprilić
Fazil Mustafa-paša Ćuprilić (tur. Fazıl Mustafa Köprülü) (1637. – 19. kolovoza 1691.) je bio veliki vezir Turskog Carstva u vrijeme sultana Sulejmana II., rodom iz obitelji Ćuprilića, albanskog podrijetla iz Velesa u Makedoniji. Njegov stariji brat Fazıl Ahmed-paša Ćuprilić također je bio na toj dužnosti u razdoblju 1661. – 1676.
Nakon pobjede Svete lige u drugoj mohačkoj bitci, pa je sultan Sulejman II. bio nagovoren neka postavi Fazila za velikog vezira 25. listopada 1689. godine. Obnašao je dužnost velikog vezira od 10. studenog 1689. Uskoro je proglasio opću vojnu mobilizaciju muslimanskih podanika i izabirao je Kurde i Juruke, čime je povećao broj vojnika.
Tijek Velikog turskog rata pogoršao se kad se je uplela Rusija i formalno pridružila savezu europskih sila pokrenuvši pohode po Krimu pustošeći osmanske pristaše. Pod vodstvom Fazila Mustafa-paše, Osmansko je Carstvo zaustavilo austrijski prodor u Srbiju te slomilo ustanak u Bugarskoj. Fazilov pohod 1690. bio je vrlo uspješan. Vratio je pod osmansku vlast Niš, Vidin, Smederevo i Golubac. Podsjeo je Beograd s 40.000 pješaka i 20.000 konjanika. Nakon što je eksplodirala braniteljska oružarnica bila je uništena i habsburški je zapovjednik kapitulirao te je Fazil Beograd 8. listopada 1690., a nakon te pobjede Husein-paša bosanski ponovo osvaja veći dio Slavonije i neuspješno opsjeda Osijek. Iduće 1691. katastrofalno ga je porazio Ludwig Badenski u bitci kod Slankamena u kojoj pogiba.